# Jang Sel-gi
Jang Sel-gi (koreanisch 장슬기; * 31. Mai 1994 in Incheon) ist eine südkoreanische Fußballspielerin.

## Karriere

### Vereine
Ihr erster Klub war ab der Saison 2015 in Japan die INAC Kobe Leonessa. Nachdem sie im ersten Halbjahr verletzt war, gab sie erst im September des Jahres 2015 ihr Debüt für den Klub. Am Ende hatte sie in dieser Saison sieben Einsätze in der Liga. Zur Saison 2016 kehrte sie in ihre Heimat zurück und schloss sich den Incheon Hyundai Steel Red Angels an. Nachdem sie mit der Mannschaft ein paar Meisterschaften gewonnen hatte, wechselte sie Anfang 2020 nach Spanien, wo sie für den Madrid CFF spielen sollte. Hier kam sie in sechs Liga-Spielen zum Einsatz, wo sie auch stets in der Startelf stand. Nach dem pandemiebedingten Ende der dortigen Saison 2019/20 verließ sie das Land wieder und kehrte zu den Red Angels zurück.

### Nationalmannschaft
Nachdem sie mit der südkoreanischen U-17 die Weltmeisterschaft 2010 gewonnen hatte, holte sie mit der U19 auch bei der Asienmeisterschaft 2013 den Titel. Bei diesem Turnier war sie mit acht Toren zudem Torschützenkönigin.
Mit der A-Nationalmannschaft hatte sie ihr Debüt am 6. März 2013 bei einem 2:0-Sieg über Südafrika während des Zypern-Cup. Nach einigen Freundschaftsspielen nahm sie mit ihrer Mannschaft auch an der Ostasienmeisterschaft 2017 teil und erzielte dort ein paar Tore.
Nach erfolgreicher Qualifikation nahm sie mit ihrem Team an der Asienmeisterschaft 2018 teil. Wenig später war sie bei den Asienspielen 2018 dabei und holte mit ihren Mitspielerinnen die Bronze-Medaille. Auch bei der Weltmeisterschaft 2019 gehörte sie zum Kader und spielte jede der Partien durch, jedoch schied ihre Mannschaft schon nach der Gruppenphase aus. Bei dem Qualifikationsturnier für das Fußball-Turnier der Olympischen Spiele 2020 kam sie dann in allen Spielen zum Einsatz und erzielte ein Tor.
Nach der Asienmeisterschaft 2022, wo sie in allen Partien zum Einsatz kam, war sie auch bei der Ostasienmeisterschaft 2022 dabei. Am 5. Juli 2023 wurde sie für die WM 2023 nominiert.

## Erfolge
- Zypern-Cup-Finalist 2017